# Hector-delfin
A Hector-delfin (Cephalorhynchus hectori) az emlősök (Mammalia) osztályának párosujjú patások (Artiodactyla) rendjébe, ezen belül a delfinfélék (Delphinidae) családjába tartozó faj.

## Előfordulása
Kizárólag Új-Zéland körül él. Leggyakoribb a Déli-sziget körül, főként a Banks-félsziget és a Cloudy-öböl környékén és az Északi- sziget nyugati partjai mentén, elsősorban Kawhia és a Manukau-öböl között. Elterjedési területén belül egyes helyeken nagy számban fordul elő, máshonnan viszont hiányzik. Rövid vándorlást végez gyakorta a partok felé, telente pedig a nyílt vizek irányába. Legjobban a partokhoz közeli, sziklák körüli sekély vizekben figyelhető meg. Beúszik a folyótorkolatokba, és kis távolságra felúszhat a folyóba is. Általában a partvonaltól 1 km-en belül található, és 8 km-nél messzebbre ritkán távolodik el attól. Régebben beszámoltak róla Ausztráliából és a malajziai Sarawakból, de ezek tévesnek bizonyultak.

## Alfajai
- Cephalorhynchus hectori hectori
- Cephalorhynchus hectori maui

## Megjelenése

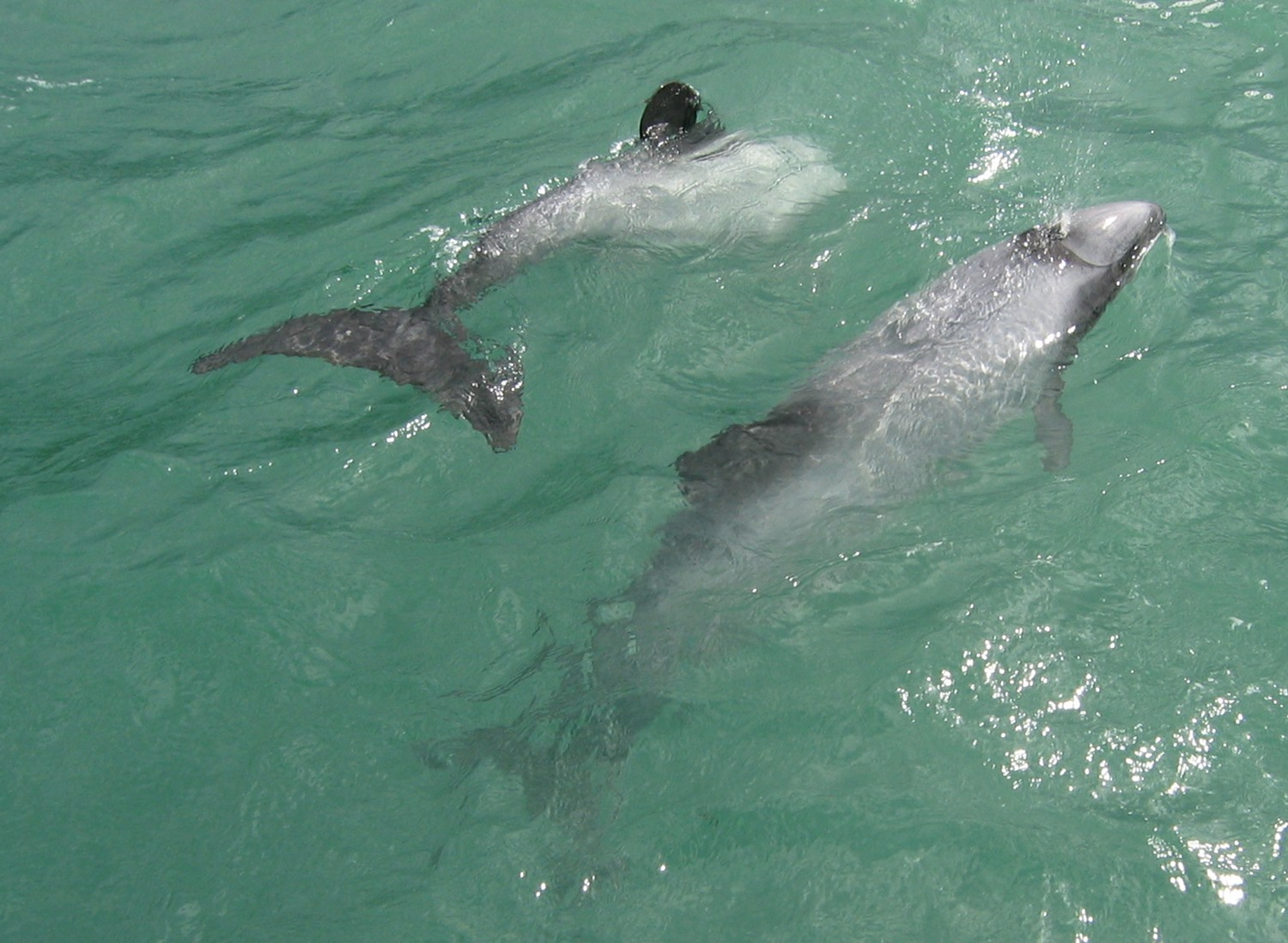
Hector-delfinnek

Az egyik legkisebb cetfaj, az egyedek többsége 1,4 méternél rövidebb. Távolról sötét színűnek tűnik, de közelről látható feltűnő szürke, fekete, fehér színmintázata. Lekerekített csúcsú, domború hátulsó szegéjű hátúszója miatt viszonylag könnyen azonosítható a tengeren. A hímek valamivel kisebbek a nőstényeknél, és nagy, sötétszürke folt veszi körül ivarnyílásukat. A Hector-delfin bizonyos helyeken mindennapos látványnak számít, de jelenleg az egyik legritkább tengeri delfin a világon. Nem fenyegeti közvetlen kipusztulás, de a part menti hálókba való szerencsétlen fennakadása aggodalomra ad okot. Az Új-Zéland Déli-szigetének Banks-félszigete körül végzett vizsgálatok során, a becslések szerint, a 760 delfin 1/3-a fulladt meg hálókban 1984 és 1988 között, szerencsére azóta ezt a területet védetté nyilvánították.
Hátúszó: Kissé a középpont mögött helyezkedik el.
Születési tömeg: kb.9 kg .
Felnőtt tömeg: 35–60 kg.
Újszülött mérete: 60–75 cm.
Felnőtt mérete: 1,2-1,6 m.

## Életmódja
Tápláléka halakból, kalmárokból, polipokból és rákokból áll. A hajók orrvizében ritkán úszik, de az elhaladó csónakok keltette hullámzást gyakran meglovagolja. Más delfinektől eltérően, kedveli az álló vagy lassú (10 km/óránál kevesebb) csónakokat. Kíváncsi. Gyakran ugrik (általában fröccsenés nélkül érkezik a vízbe), farkát csapkodhatja, kémlelődhet és a hullámokon lovagolhat. Nyugodt időben gyakran jön a felszínre lélegezni, de keveset mutat meg magából, és ritkán fröcsköl. A csoportok laza alakulatot képeznek, bár néhány példány egyszerre úszhat a felszínre. A kis csoportok találkozásakor egyedeik aktívabbak.